# Лоствейв
Лоствейв (англ. Lostwave) — термин, которым обозначаются музыкальные композиции, происхождение (название, имена исполнителей, даты записи, выпуска и другие данные) которых неизвестно. Такие треки становятся предметом краудсорсинговых онлайн-исследований, направленных на выявление их первоисточников.

## Известные примеры

### «Subways of Your Mind» — самая загадочная песня в Интернете
Композиция «Subways of Your Mind» (в период поисков обычно — «Like the Wind», по строчке из её текста), получившая звание «самой загадочной песни в Интернете», была записана подростком Дариусом С. из радиопередачи, которая транслировалась на западногерманской общественной радиостанции Norddeutscher Rundfunk. Она была записана на кассету вместе с песнями групп XTC и The Cure. Из записи были вырезаны речи ведущих, что, скорее всего, и привело к утрате точной даты эфира и названия песни.
Песня была впервые опубликована в интернете в период с 2004 по 2007 год, но поиск её не привлекал внимания широкой публики до 2019 года, когда бразильский подросток Габриэль да Силва Виейра узнал о ней от Николаса Суньиги из испанского независимого звукозаписывающего лейбла Dead Wax Records. Он загрузил отрывок песни на YouTube и несколько музыкальных сообществ Reddit, в конечном итоге создав сабреддит r/TheMysteriousSong. Вскоре к поискам информации о композиции подключились тысячи заинтересовавшихся этой историей пользователей интернета, они стали координировать усилия: прорабатывались всевозможные зацепки, выдвигались разнообразные версии, было проанализировано творчество сотен немецких исполнителей того времени — тем не менее, за долгое время никаких серьёзных результатов получено не было, хотя в 2021 году была получена более качественная запись искомой композиции.
Поиски, продолжавшиеся 17 лет, завершились успехом 4 ноября 2024 года, когда «Самая загадочная песня в Интернете» была окончательно опознана как записанная в 1984 году композиция «Subways of your Mind» группы Fex из города Киль, ФРГ. Это произошло, когда один из участников поиска исследовал архивы Nordwest-Zeitung и обнаружил в них информацию об этой самой группе, смог связаться с одним из её бывших участников и получил от него несколько записей из дискографии Fex, среди которых была обнаружена и сразу опознана «Subways of your Mind».

### Ulterior Motives
В 2021 году пользователь WatZatSong carl92 загрузил 17-секундный фрагмент песни, записанной в период с 1982 по 1999 год; он утверждал, что нашёл запись среди файлов резервной копии DVD, и предположил, что она сохранилась с тех времён, когда он учился записывать аудио. Он также утверждал, что фрагмент был записан в 1999 году, возможно, в Испании, где, как он утверждал, он жил.

### Мой блуждающий огонь
«Мой блуждающий огонь» ― малоизвестная российская поп-песня, написанная в 1990-х годах и ставшая в 2024 году объектом активных поисков в рунете. В результате поисков было установлено, что композитором песни является Виктор Чайка, автором текста — Виктор «Долгуша» Ионов, а исполнительницей — Наталья Верич.

### «Урна»
Одним из примеров советского лоствейва можно считать инструментальную пьесу из начала 1-го выпуска мультфильма «Ну, погоди!» под условным названием «Урна».
Данная композиция была написана в 1960-е годы и регулярно звучала в СССР — в частности, она была использована в прогнозе погоды самых первых выпусков телепрограммы «Время» в январе 1968 года, а также просто звучала на советском радио. В 2000-х и 2010-х годах группа энтузиастов с форума www.beatles.ru стала активно разыскивать и пытаться опознать «Урну», обращаясь в различные архивы и к коллекционерам старой музыки, но почти все эти попытки оказались неудачными.
Лишь в 2018 году участник темы на beatles.ru о музыке из «Ну, погоди!» Дмитрий Фокин смог найти в архиве «Союзмультфильма» и оцифровать полную версию «Урны», после чего появилась версия, что эту мелодию мог исполнять танцевальный ансамбль Венгерского радио, а вокализ в середине найденной версии принадлежит певице Анне Адам, но эти данные не были подтверждены. В результате до сих пор неизвестны ни автор, ни исполнитель, ни название «Урны».